# نبردناو کلاس ان۳
نبردناو کلاس ان۳ (به انگلیسی: N3-class battleship) یک کلاس از کشتی است که طول آن ۸۱۵ فوت (۲۴۸٫۴ متر) می‌باشد.